# Bülow, Tyskland
För andra betydelser, se Bülow.
Bülow är en kommun i det tyska förbundslandet Mecklenburg-Vorpommern.

## Geografi
Bülow är beläget öster om förbundslandets huvudstad Schwerin i distriktet Ludwigslust-Parchim. Genom kommunen rinner floden Warnow.
Kommunen består av ortsdelarna Bülow, Prestin och Runow.
Kommunen ingår i kommunalförbundet Amt Crivitz tillsammans med kommunerna Banzkow, Barnin, Cambs, Crivitz, Demen, Dobin am See, Friedrichsruhe, Gneven, Langen Brütz, Leezen, Pinnow, Plate, Raben Steinfeld, Sukow, Tramm och Zapel.

## Befolkningsutveckling
Befolkningsutveckling  i Bülow
Källa:

## Galleri

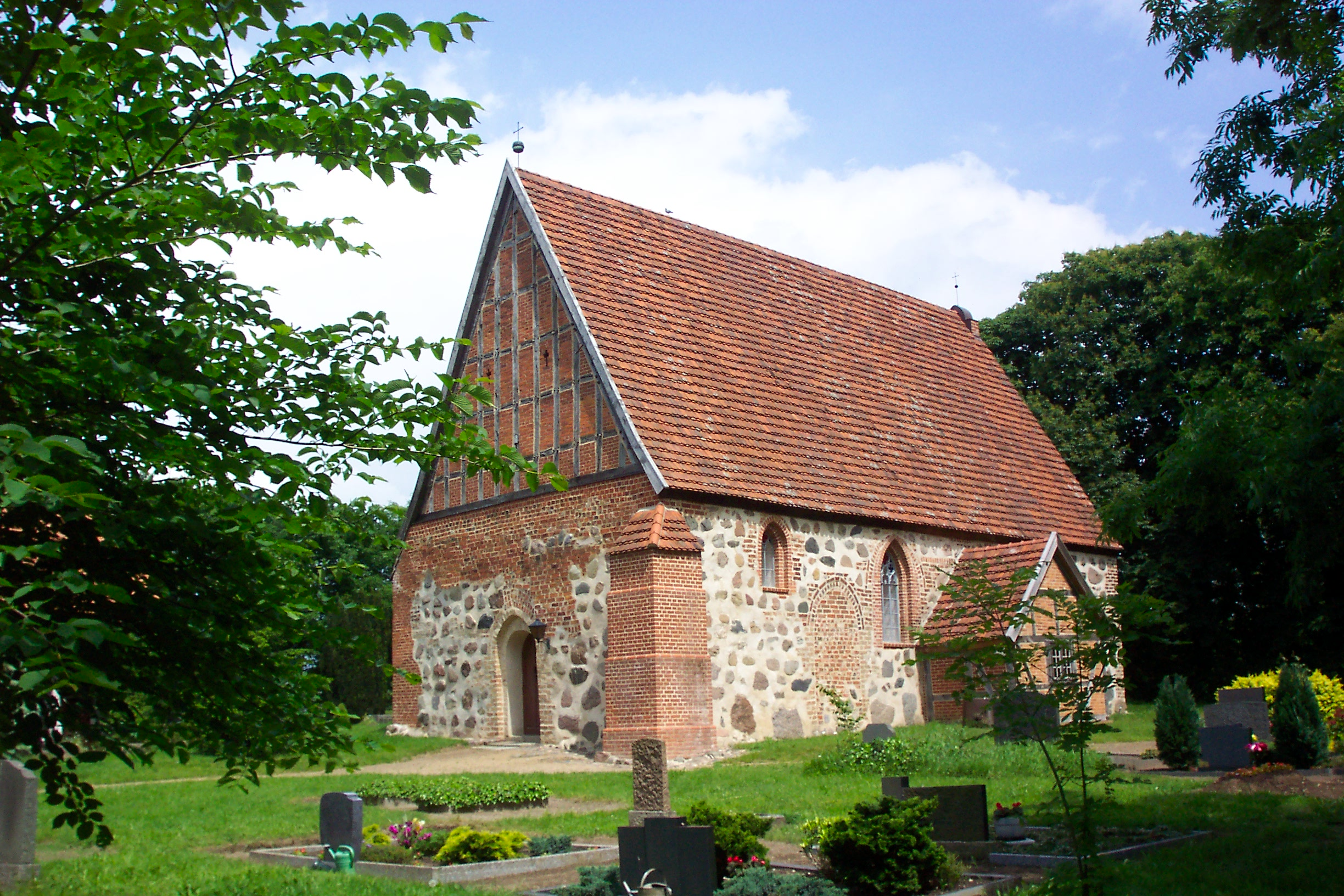
Kyrkan i ortsdelen Prestin
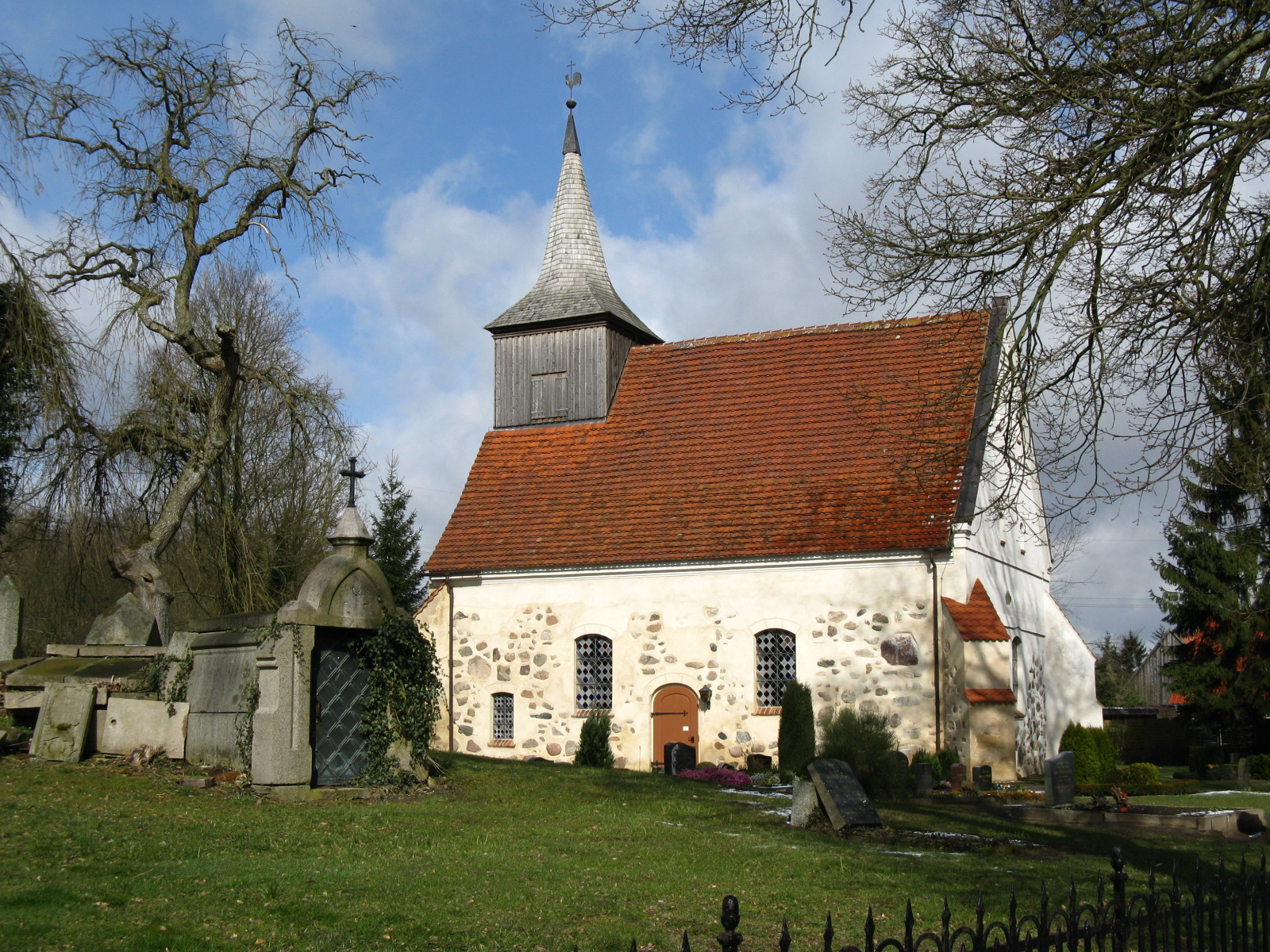
Kyrkan i ortsdelen Bülow